# Давыдова, Дарья Григорьевна
Дарья Григорьевна Давыдова (род. 21 марта 1991, Набережные Челны, Татарская ССР) — российская дзюдоистка, чемпионка и призёр чемпионатов России по дзюдо, мастер спорта России международного класса, чемпионка и призёр чемпионатов Европы по дзюдо (в команде), победительница открытого чемпионата США в Майами, участница чемпионата мира по дзюдо 2011 года, участница летних Олимпийских игр 2020 года в Токио. Живёт в Тюмени. Член сборной команды России с 2012 года.

## Спортивные результаты
- Чемпионат России по дзюдо 2010 года — ;
- Чемпионат России по дзюдо 2011 года — ;
- Чемпионат России по дзюдо 2012 года — ;
- Чемпионат России по дзюдо 2015 года — ;
- Чемпионат России по дзюдо 2017 года — ;

На чемпионате Европы 2021 в португальской столице Лиссабоне, в весовой категории до 63 кг, российская спортсменка выиграла серебряную медаль, уступив в финале словенке Тина Трстеняк.

### Этапы Кубка Европы
- Оренбург, 2011 год — ;
- Тампере, 2012 год — ;
- Борус, 2013 год — ;
- Малага, 2013 год — ;